# Roemenië op de Olympische Jeugdwinterspelen 2012
Roemenië was een van de landen die deelnam aan de Olympische Jeugdwinterspelen 2012 in Innsbruck, Oostenrijk.

## Deelnemers en resultaten
(m) = mannen, (v) = vrouwen 

### Alpineskiën
| Olympiër            | Onderdeel           | Resultaat | Prestatie                         |
| ------------------- | ------------------- | --------- | --------------------------------- |
| Mihai Andrei Centiu | super g (m)         | 30e       | 1.09,42 (+4,97)                   |
| Mihai Andrei Centiu | supercombinatie (m) | 25e       | 1.52,06 (+11,61) (1.08,17, 43,89) |
| Mihai Andrei Centiu | reuzenslalom (m)    | 23e       | 2.01,08 (+9,38) (1.02,69, 58,39)  |
| Mihai Andrei Centiu | slalom (m)          | 27e       | 1.33,43 (+15,07) (46,61, 46,82)   |

### Biatlon
| Olympiër                                                               | Onderdeel                 | Resultaat | Prestatie                                                            |
| ---------------------------------------------------------------------- | ------------------------- | --------- | -------------------------------------------------------------------- |
| Marius Petru                                                           | 7,5 km sprint (m)         | 37e       | 22.30,4 (+3.08,7) pen.: 3 (2+1)                                      |
| Marius Petru                                                           | 10 km achtervolging (m)   | 23e       | +4.27,7 pen.: 5 (0+2+2+1)                                            |
| Dorottya Buzas                                                         | 6 km sprint (v)           | 43e       | 22.25,9 (+4.58,2) pen.: 5 (3+2)                                      |
| Dorottya Buzas                                                         | 7,5 km achtervolging (v)  | 44e       | +12.57,1 pen.:7 (1+2+3+1)                                            |
| Iulia Ioana Tigani                                                     | 6 km sprint (v)           | 33e       | 20.52,2 (+3.24,5) pen.: 2 (0+2)                                      |
| Iulia Ioana Tigani                                                     | 7,5 km achtervolging (v)  | 38e       | +10.55,5 pen.:7 (2+2+1+2)                                            |
| Iulia Ioana Tigani Simona Ungureanu Marius Petru Florin Daniel Pripici | biatlon/langlaufestafette | 21e       | 1:14.33,5 (2+10) 23.47,1 (1+3 0+2) 11.59,9 25.51,9 (1+3 0+2) 12.54,6 |

### Bobsleeën
| Olympiër                             | Onderdeel       | Resultaat | Prestatie                       |
| ------------------------------------ | --------------- | --------- | ------------------------------- |
| Ana Andreea Constantin Andreea Grecu | tweemansbob (v) | 6e        | 1.52.94 [56,42 (5) + 56,42 (6)] |

### IJshockey
| Olympiër           | Onderdeel                 | Resultaat | Prestatie              |
| ------------------ | ------------------------- | --------- | ---------------------- |
| Mihai Andrei Sotir | vaardigheidswedstrijd (m) | 13e       | kwalificatie: 6 punten |
| Noemi Ballo        | vaardigheidswedstrijd (v) | 14e       | kwalificatie: 0 punten |

### Langlaufen
| Olympiër                                                                         | Onderdeel                 | Resultaat | Prestatie                                                            |
| -------------------------------------------------------------------------------- | ------------------------- | --------- | -------------------------------------------------------------------- |
| Florin Daniel Pripici                                                            | 10 km klassiek (m)        | 30e       | 33.15,4 (+3.46,6)                                                    |
| Florin Daniel Pripici                                                            | sprint (m)                | 28e       | kwartfinale                                                          |
|                                                                                  |                           |           |                                                                      |
| Simona Ungureanu                                                                 | 5 km klassiek (v)         | 35e       | 18.52,9 (+4.34,9)                                                    |
| Simona Ungureanu                                                                 | sprint (v)                | 28e       | kwartfinale                                                          |
|                                                                                  |                           |           |                                                                      |
| Iulia Ioana Tigani Simona Ungureanu Marius Petru Ungureanu Florin Daniel Pripici | biatlon/langlaufestafette | 21e       | 1:14.33,5 (2+10) 23.47,1 (1+3 0+2) 11.59,9 25.51,9 (1+3 0+2) 12.54,6 |

### Rodelen
| Olympiër                                                                                           | Onderdeel    | Resultaat | Prestatie                                    |
| -------------------------------------------------------------------------------------------------- | ------------ | --------- | -------------------------------------------- |
| Daniel Vladut Popa                                                                                 | enkel (m)    | 23e       | 1.22,608 (+3,005) (41,714; 41,354)           |
| Cosmin Eugen Atodiresei / Stefan Musei                                                             | dubbel (m)   | 08e       | 1.27,102 (+1,908) (43,513; 43,589)           |
| |              |           |                                              |
| Team Roemenië Anamaria Loredana Sovaiala Daniel Vladut Popa Cosmin Eugen Atodiresei / Stefan Musei | gemengd team | 11e       | 2.23,311 (+5,001) 2.45,821 2.49,340 2.48,150 |
| |              |           |                                              |
| Elena Denisa Postoaca                                                                              | enkel (v)    | 16e       | 1.22,450 (+2,253) (41,125; 41,325)           |
| Anamaria Loredana Sovaiala                                                                         | enkel (v)    | 15e       | 1.22,367 (+2,170) (41,233; 41,134)           |

### Schaatsen
| Olympiër               | Onderdeel      | Resultaat | Prestatie                      |
| ---------------------- | -------------- | --------- | ------------------------------ |
| Cristian Adrian Mocanu | 500 m (m)      | 10e       | 80,72 (+ 5,22) [40,49 + 40,22] |
| Cristian Adrian Mocanu | massastart (m) | 22e       | 10 ronden geschaatst           |
|                        |                |           |                                |
| Alina Bianca Danescu   | 1500 m (v)     | 15e       | 2.23,40 (+ 15,23)              |
| Alina Bianca Danescu   | 3000 m (v)     | dsq       | gediskwalificeerd              |
| Alina Bianca Danescu   | massastart (v) | 12e       | 6.09,66 (+ 8,60)               |
| Bianca Lorena Stanica  | 500 m (v)      | 12e       | 91,60 (+ 9,92) [45,96 + 45,63] |
| Bianca Lorena Stanica  | massastart (v) | 18e       | 6.26,07 (+ 25,01)              |

### Schansspringen
| Olympiër             | Onderdeel       | Resultaat | Prestatie                     |
| -------------------- | --------------- | --------- | ----------------------------- |
| Robert Valentin Tatu | individueel (m) | 17e       | 187,9 ptn. (62,5 m en 62,0 m) |

### Skeleton
| Olympiër                | Onderdeel | Resultaat | Prestatie                       |
| ----------------------- | --------- | --------- | ------------------------------- |
| Cosmin Marius Chioibasu | jongens   | 4e        | 1.55,86 [57,97 (3) + 57,89 (4)] |
|                         |           |           |                                 |
| Ramona Gabriela Arcos   | meisjes   | 10e       | 1.01,23                         |
| Andreea Chiosa          | meisjes   | 12e       | 1.01,65                         |